# Шевченко Георгій Євгенович
Шевченко Георгій Євгенович (23 травня 1941 р., м. Київ —†1989 р., Київ)— український сценарист.
Народився 23 травня 1941 р. в Києві. Помер 1989 р. там же. Працював інженером. Закінчив Київський політехнічний інститут (1966) та Вищі сценарні курси в Москві (1978).

## Фільмографія
Автор сценаріїв фільмів:
- «Ранок за вечір мудріший»,
- «Капіж»,
- «Раптовий викид»,
- «Кольори часу»,
- «Компаньйони»,
- «Легенда про безсмертя»,
- «Ігор Савович»,
- «Остання електричка»,
- «Камінна душа»,
- «Балаган».